# Antrim Plateau
Antrim Plateau är ett högland i Australien. Det ligger i delstaten Western Australia, omkring 2 000 kilometer nordost om delstatshuvudstaden Perth.
Omgivningarna runt Antrim Plateau är i huvudsak ett öppet busklandskap. Trakten runt Antrim Plateau är nära nog obefolkad, med mindre än två invånare per kvadratkilometer. Genomsnittlig årsnederbörd är 748 millimeter. Den regnigaste månaden är februari, med i genomsnitt 191 mm nederbörd, och den torraste är juni, med 2 mm nederbörd.